# Trenton (Texas)
Trenton é uma cidade localizada no estado norte-americano do Texas, no Condado de Fannin.

## Demografia
Segundo o censo norte-americano de 2000, a sua população era de 662 habitantes.
Em 2006, foi estimada uma população de 722, um aumento de 60 (9.1%).

## Geografia
De acordo com o United States Census Bureau tem uma área de
4,1 km², dos quais 4,1 km² cobertos por terra e 0,0 km² cobertos por água. Trenton localiza-se a aproximadamente 232 m acima do nível do mar.

## Localidades na vizinhança
O diagrama seguinte representa as localidades num raio de 20 km ao redor de Trenton.